# Sufragio femenino en Argentina

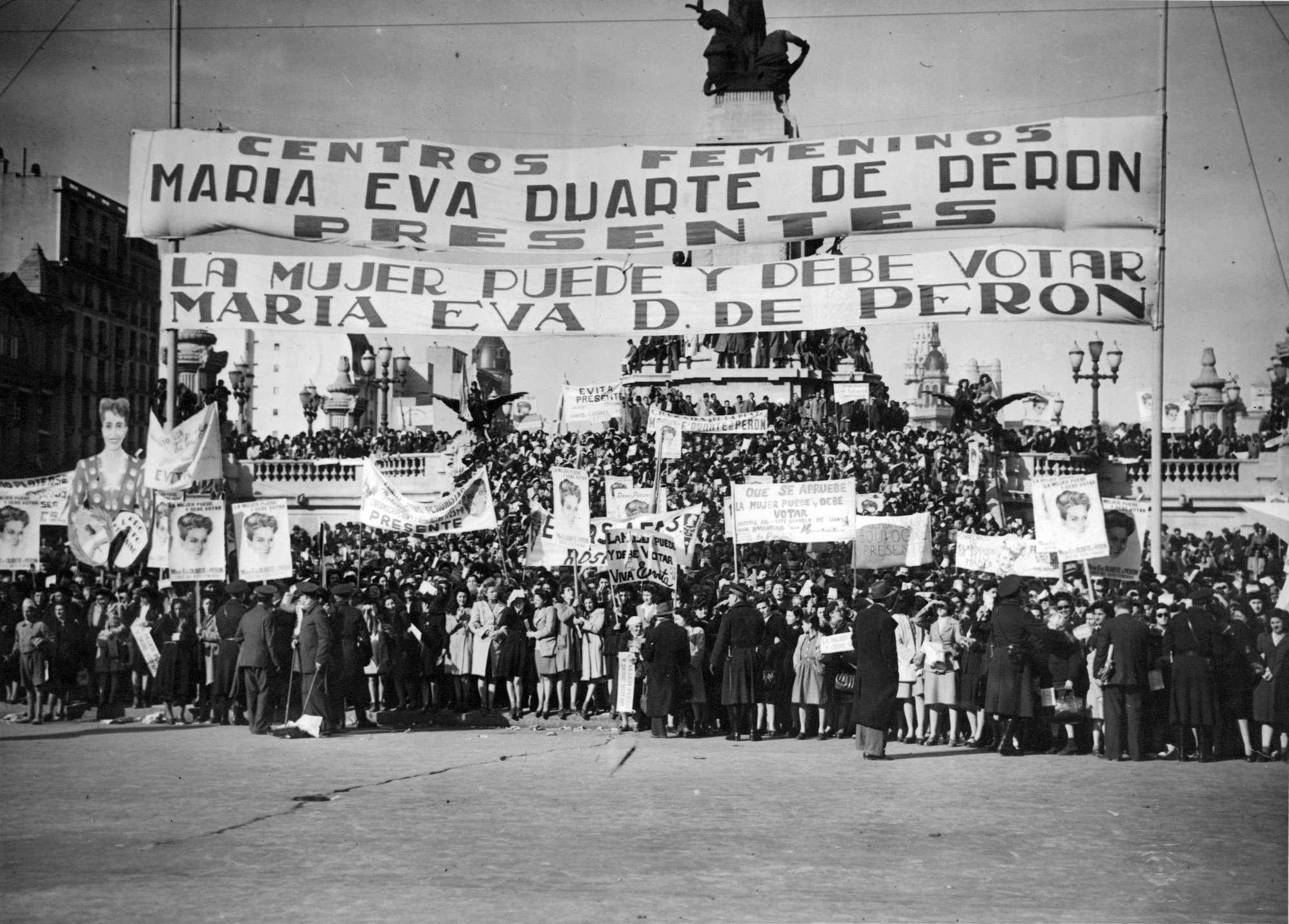
Manifestación de mujeres en Buenos Aires frente al Congreso Nacional por la ley de Voto Femenino, 1947.

El sufragio femenino en Argentina se consiguió en 1947, con la sanción de la Ley 13.010 de sufragio femenino, también conocida como ley Evita, debido a Eva Perón. Esta ley fue aprobada durante el gobierno de Juan Domingo Perón y se puso en vigencia por primera vez en las elecciones presidenciales de 1951.
La ley contó con importantes antecedentes de organización a partir de finales del siglo XIX. Las primeras mujeres en ocuparse por la lucha de sus derechos cívicos, y las primeras en organizarse para ello, fueron las militantes del Partido Socialista y las integrantes del partido Unión Cívica Radical desde fines del siglo XIX y comienzo del siglo XX. Así, Elvira Rawson, Julieta Lanteri y Alicia Moreau de Justo, siguiendo el ejemplo de sus pares europeas, comenzaron a fundar, entre el 1900 y 1910, una serie de agrupaciones en defensa de los derechos cívicos de la mujer.

## Antecedentes
En los regímenes republicanos y parlamentarios modernos,  la regla hasta el siglo XX, fue la exclusión total o parcial de las mujeres. La discriminación política a la que estaban sometidas las mujeres,  originó desde fines del siglo XIX, un amplio movimiento feminista a favor del voto femenino (votar y ser votadas), que confluyó con la lucha por el sufragio universal y la democracia. Una tras otra las naciones del mundo fueron reconociendo los derechos políticos de las mujeres. El movimiento feminista avanzó mucho en derechos civiles, pero no fue así con los derechos políticos hasta la década de 1940, no obstante, puso a la cuestión del sufragio femenino en el debate público, y más de una vez captó la atención del debate legislativo.
Entre los países iberoamericanos, el sufragio femenino comenzó a ser reconocido con ambigüedades desde la Constitución uruguaya de 1918, a lo largo de las décadas de 1920  y 1930, por un grupo integrado por Uruguay, Ecuador, España, Chile, Brasil y Bolivia. En Argentina, las luchas de las mujeres por sus derechos cívicos entre fines de 1910 y mediados de 1940 constituyen un aspecto insoslayable en el proceso de ampliación de la ciudadanía política en el país. 
A principios del 1900, varias mujeres socialistas, universitarias y damas de beneficencia, comenzaron a organizarse y a promover ciertos temas sociales y políticos.En 1906 Alicia Moreau de Justo participa en el Congreso Internacional de Libre pensamiento, donde comienza su militancia feminista. En Argentina en 1907 se creó el “Comité Pro-Sufragio femenino”, fundado por las feministas Alicia Moreau, Sara Justo, Julieta Lanteri y Elvira Rawson de Dellepiane.
En 1912, se sanciona la Ley Sáenz Peña, que establece el voto universal, secreto y obligatorio, pero excluyendo a las mujeres. En ese tiempo las posturas sufragistas se dividen entre gradualistas, que aspiran a obtener el voto femenino a nivel local, e universalistas, en lucha por la plenitud en los derechos políticos. 
En 1919, Moreau de Justo asiste en Washington al Congreso nacional de Obreras, donde se relaciona con sufragistas norteamericanas. Cuando regresa a Argentina funda la Unión Feminista Nacional. Esta agrupación realizó un simulacro de voto femenino en el marco de las elecciones legislativas de 1920.
El primer proyecto de ley nacional fue presentado por el diputado radical por Santa Fe Rogelio Araya en 1919, seguido luego de muchos otros que ni siquiera fueron tratados por las cámaras del Congreso Nacional.En 1932, durante el gobierno de Agustín P. Justo, se debate un proyecto de ley de sufragio femenino en la Cámara de Diputados Nacional. La bancada socialista lo sostiene con apoyo de varios radicales. En medio de una gran movilización de mujeres, la Cámara de Diputados dio media sanción al voto femenino, pero el proyecto se cayó al no ser tratado por el Senado.

### Julieta Lanteri
Un hecho muy destacado en los antecedentes del sufragio femenino en Argentina tuvo lugar en 1911, cuando la Municipalidad de Buenos Aires convocó a los vecinos para que actualizaran sus datos en los padrones para las elecciones municipales de legisladores, llamó a que lo hicieran los ciudadanos mayores, residentes en la ciudad, que tuvieran un comercio o industria o ejercieran una profesión liberal y pagasen impuestos. Julieta Lanteri advirtió que nada se decía sobre el género. Entonces se inscribió en la Parroquia San Juan Evangelista de La Boca, y cuando llegó el 26 de noviembre de ese mismo año, ante sorpresa de todos, llevó a cabo su derecho a voto. 
En 1910, Lanteri solicitó a un juez nacional que se le otorgaran sus derechos como ciudadana, incluso los políticos. El juez Claros hizo lugar a su petición y declaró:

Como juez tengo el deber de declarar que su derecho a la ciudadanía está consagrado por la Constitución, y en consecuencia, que la mujer goza de los mismos derechos políticos que las leyes acuerdan a los ciudadanos varones, con las únicas restricciones que, expresamente, determinen dichas leyes, porque ningún habitante está privado de lo que ellas no prohíben.

En julio de 1911, la Doctora Lanteri fue empadronada, y el 26 de noviembre de ese año ejerció su derecho al sufragio, siendo la primera mujer en América Latina en votar. También amparada en un fallo judicial, en 1919 se presentó como candidata a diputada nacional para el Congreso Nacional, obteniendo 1730 votos sobre un total de 154.302.Por este hecho, se convirtió en la primera mujer candidata a un cargo político en Argentina. Se postuló a legisladora en varias oportunidades en el futuro. Julieta Lanteri también organizó y encabezó el primer simulacro de votación femenina, esta reunión congregó a más de dos mil personas y llamó la atención de las feministas en el mundo.

### Reconocimientos provinciales
En el ámbito provincial, dos provincias reconocieron los derechos políticos de las mujeres antes de que fueran reconocidos nacionalmente:
- San Juan. Durante el gobierno de Aldo Cantoni de la Unión Cívica Radical Bloquista, se reformó la Constitución en 1927, reconociendo entre otros, los derechos políticos de las mujeres en las elecciones municipales y provinciales. Se aplicó a partir de 1928.[13]
- Santa Fe. En 1921 se realizó una reforma constitucional que reconoció los derechos políticos de las mujeres, aunque limitados al ámbito municipal. La nueva constitución fue vetada de inmediato por el gobernador Enrique Mosca de la Unión Cívica Radical Unificada, pero en 1932 fue reconocida legalmente por el gobierno de Luciano Molinas, del Partido Demócrata Progresista, rigiendo hasta 1936, así, las mujeres pudieron votar en las elecciones municipales de 1934.[14][15]

## Contexto histórico

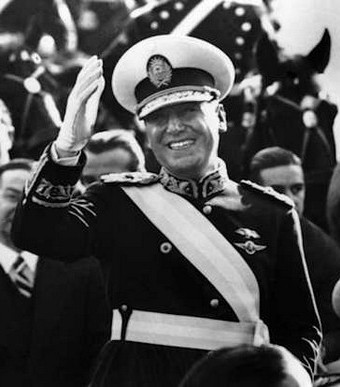
El movimiento peronista se había conformado entre 1943 y 1945, con base en una alianza entre las principales corrientes sindicales (socialista y sindicalista revolucionaria) con un sector del Ejército, que permitió que Juan Domingo Perón ganara las elecciones presidenciales de 1946.

En 1945 Juan Domingo Perón creó la Comisión Pro-Sufragio Femenino en la Secretaría de Trabajo y Previsión, quedando a cargo de la misma la escritora y educadora riojana Rosa Bazán de Cámara y Lucila de Gregorio Lavié.
El 27 de febrero de 1946, tres días después de las elecciones que consagraron como Presidente a Juan Domingo Perón, su esposa y primera dama, Eva Perón, pronunció su primer discurso político, en el cual exigió la igualdad de derechos para varones y mujeres y en particular el sufragio femenino: 

La mujer argentina ha superado el período de las tutorías civiles. La mujer debe afirmar su acción, la mujer debe votar. La mujer, resorte moral de su hogar, debe ocupar el sitio en el complejo engranaje social del pueblo. Lo pide una necesidad nueva de organizarse en grupos más extendidos y remozados. Lo exige, en suma, la transformación del concepto de mujer, que ha ido aumentando sacrificadamente el número de sus deberes sin pedir el mínimo de sus derechos.

La ley 13.010 se sancionó en los primeros años del peronismo, un movimiento político originado entre 1943 y 1945, principalmente desde las corrientes sindicales socialista y sindicalista revolucionaria, que se caracterizó por ampliar los derechos políticos y sociales de sectores postergados o discriminados, como los trabajadores, las personas llamadas despectivamente "cabecitas negras", las poblaciones de los "territorios nacionales" (que carecían de derechos políticos), la ancianidad, y la niñez.
En 1945 Juan Domingo Perón pero principalmente Eva Duarte impulsaron el voto femenino y corrieron la versión de que el mismo sería habilitado por decreto, pero la iniciativa fue rechazada por varios grupos y finalmente no sucedió. Si bien algunos partidos y grupos antiperonistas estaban ideológicamente a favor del voto femenino, algunos de ellos tomarían en esos años una postura contraria a la sanción de la ley, argumentando que debido al encarnizamiento de la lucha entre peronistas y antiperonistas, el momento no era oportuno para reconocer los derechos políticos de las mujeres.
Durante la campaña para las elecciones de 1946 tanto la alianza peronista como la alianza antiperonista incluyeron en sus plataformas el reconocimiento del sufragio femenino. En un hecho inédito en la historia argentina, Perón fue acompañado durante la campaña electoral por su esposa, Eva Duarte de Perón, quien incluso llegó a hablar en uno de los actos de cierre de la campaña, realizado en el Luna Park, en la que se reunieron las mujeres que simpatizaban con el peronismo, aun cuando tenían en ese momento prohibido el voto. Evita, como sería popularmente conocida, había fundado el año anterior el sindicato de los trabajadores de radio, siendo elegida secretaria general, constituyéndose en una de las pocas mujeres sindicalistas que lograron acceder a la conducción de un sindicato. En la segunda mitad de la década de 1940 se convertiría en una figura política central, tanto en relación con los "desposeídos" y la "clase obrera", como en relación con las mujeres, organizando a las mujeres simpatizantes del peronismo en un partido político autónomo exclusivamente integrado por mujeres. 
Al inaugurar las sesiones del Congreso Nacional en 1946, el presidente Perón anunció que enviaría un proyecto de ley reconociendo el sufragio femenino y sus derechos políticos y sociales.

## Tratamiento y sanción

Eva Perón emitiendo su voto.

En la Cámara de Diputados hubo un gran trabajo de Eva Duarte y del diputado Alcides Montiel para que se aprobara la ley. La ley fue  sancionada el 9 de septiembre de 1947 y promulgada el 23 de septiembre, estableciendo este último como el Día Nacional de los Derechos Políticos de la Mujer, fecha en la que se reconoció la igualdad de derechos políticos entre mujeres y hombres, entre ellos, el derecho de las mujeres a elegir y ser elegidas para todos los cargos políticos nacionales, y estableció  el sufragio universal.

### En el Senado
El autor del proyecto original fue el senador por Mendoza Lorenzo Soler, miembro de la Unión Cívica Radical Junta Renovadora, partido integrante de la coalición peronista, invocando en apoyo del proyecto el mensaje del presidente Perón al inaugurar las sesiones.
El proyecto fue intensamente discutido en la Comisión de Negocios Constitucionales. El texto de Soler reconocía una igualdad completa de derechos y obligaciones para mujeres y varones en todos los campos de la vida, política, cultural, educativa y social. Soler sostenía que las cuestiones entre hombres y mujeres debían entenderse a partir del concepto de "diferencia" -adelantándose dos décadas al feminismo de la diferencia-, que no era incompatible con el reclamo de igualdad entre personas de diferentes sexos. En el debate de comisión, recurrió a sus conocimientos como médico para rechazar los argumentos biologicistas de la época que presentaban a las mujeres como más débiles e incluso inferiores que los hombres en algunos aspectos. Sostuvo que las desigualdades entre hombres y mujeres, como las salariales, tenían causas sociales que debían ser removidas. Y afirmaba que la situación en que se encontraban las mujeres se acercaba a la esclavitud. Otros senadores participaron del debate apoyando la postura de Soler, como Alberto Durand, que dio ejemplos que evidenciaban la igualdad sustancial entre ambos sexos y desmintió con datos precisos las afirmaciones “menos científicas” sostenidas en el debate, y Felipe Gómez del Junco, que refutó declaraciones supuestamente basadas en la biología, que intentaban presentar a las mujeres como personas con capacidad intelectual disminuida, asimiladas a los menores de edad.
Para Soler un régimen que marginaba a las mujeres, no era un régimen democrático:

¿Cómo podemos decir que somos profundamente democráticos si estamos negando a la mitad del pueblo, traducida en el sector femenino, la facultad y el derecho de participar en la vida integral de la democracia? Jamás podrá haber un pueblo democrático si no se incorpora a la otra mitad del género humano a la expresión de su libre voluntad.
Lorenzo Soler

La postura más opuesta a la de Soler fue expuesta por Armando Antille, senador por Santa Fe y paradójicamente miembro del mismo partido. Antille rechazó frontalmente la idea de que hombres y mujeres pudieran ser considerados iguales, y sostuvo que la naturaleza había asignado a las mujeres el rol de procrear y cuidar a la prole, razón por la cual debían permanecer preferentemente en el hogar y mantenerse apartadas de la vida "social general":

Yo no creo en absoluto que la mujer sea igual al hombre. (...) La mujer, por esa función que la naturaleza le ha dado, no ha venido a participar como el hombre en una vida de carácter social general. Tiene una situación específica en el mundo y en el hogar. La mujer procrea, cuida su prole, vive entregada al hogar; por eso todas las madres antiguas, y entre ellas las madres españolas, no salían nunca del hogar, porque su función vital era cuidar el hogar y los hijos.
Armando Antille

Antille aceptaba con reticencias que las mujeres tuvieran el derecho a votar, pero rechazaba que el derecho se extendiera a ser votadas como candidatas. Argumentó que la Constitución prohibía que las mujeres ocuparan la Presidencia, debido a que exigía que el cargo fuera desempeñado por un "ciudadano", palabra de género masculino que según él excluía a las mujeres.
Una posición intermedia fue sostenida desde el pensamiento católico por el constitucionalista Pablo Ramella. Ramella apoyó el derecho femenino a ser candidatas y refutó a Antille explicando detalladamente por qué la Constitución no prohibía que las mujeres fueran candidatas a la Presidencia y Vicepresidencia de la Nación, aunque sostuvo también que se trataba de una posibilidad "muy remota". Ramella presentó una visión complementaria entre las personas de diferentes sexos, considerando que la maternidad era la función primordial de las mujeres, pero sostuvo que los derechos políticos por parte de las mujeres no podían afectar esa complementariedad ni el ejercicio de la maternidad.
La postura católica del senador Ramella, favorable al voto femenino, apoyada por monseñor Gustavo Franceschi, expresaba a los sectores de la Iglesia Católica que buscaban dejar atrás las posturas integristas apoyadas en el Índice de los Errores de Pío IX (1864) y las encíclicas Arcanum divinae sapientiae de León XIII (1880) y Casti connubii de Pío XI (1930), que condenaban la idea de "emancipación femenina" y defendían la jerarquía familiar patriarcal.
En la Comisión de Negocios Constitucionales el proyecto de Soler fue reformado y limitado a reconocer los derechos políticos de las mujeres, en igualdad con los hombres.
El Senado trató el proyecto y lo aprobó al tercer mes de iniciar su período de sesiones, el 21 de agosto de 1946, pasando a la Cámara de Diputados.

### En Diputados

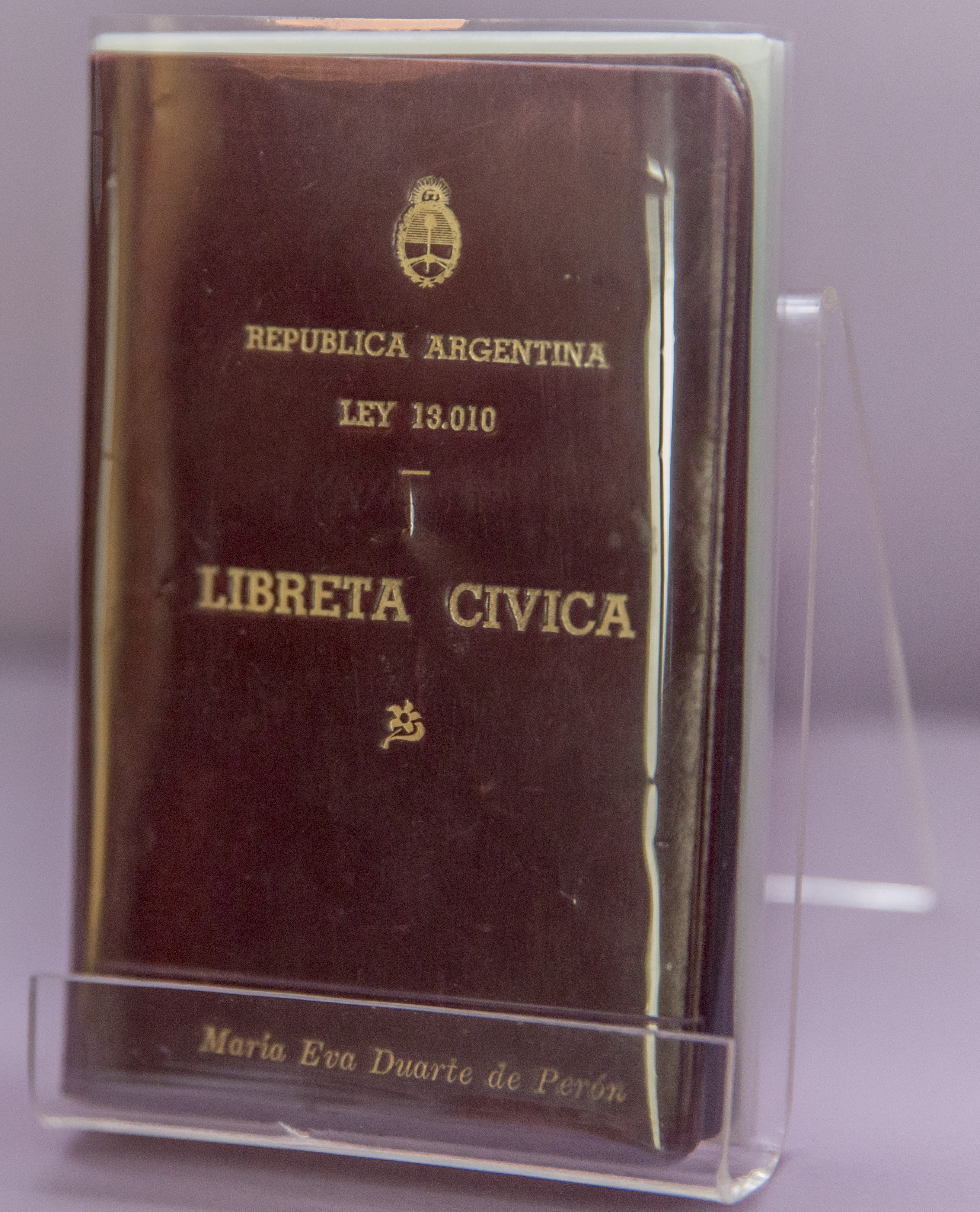
"Libreta Cívica" de Eva Perón. Fue la primera en ser emitida y llevaba el número 0000001.

Al llegar el proyecto a la Cámara de Diputados quedó en evidencia que el mismo no constituía una prioridad, quedando fuera de la agenda política y mediática.  La situación cambió con la aparición en la escena política de Eva Perón, reclamando la sanción de la ley, a partir de febrero de 1947. Entre el 27 de enero hasta el 19 de marzo, Evita pronunció seis discursos por radio exigiendo la sanción de la ley del voto femenino, que con la excepción del diario Clarín, fueron silenciados por los principales periódicos de entonces, como La Prensa y La Nación, ambos de tendencia antiperonista. Evita y el gobierno peronista en general, asociaron simbólicamente la Ley del voto femenino, con la Ley Sáenz Peña de 1910, que había establecido el sufragio secreto y obligatorio para varones, luego de un acuerdo entre el presidente Roque Sáenz Peña y el líder de la oposición radical Hipólito Yrigoyen, que puso fin a la postura revolucionaria de la Unión Cívica Radical y abrió camino para su triunfo en las elecciones presidenciales de 1916. Inspirada precisamente en Sáenz Peña, Eva Perón elaboró como eslogan de su campaña la frase "La mujer puede y debe votar".
En la Cámara de Diputados las posturas políticas tenían mayor diversidad que en el Senado. El diputado Alcides Montiel era una de las voces a favor del proyecto. La principal voz contra el proyecto provino del sector conservador representado por Reynaldo Pastor, del Partido Demócrata Nacional, que sostenía que el voto femenino debía ser optativo, debido a que era incompatible con el rol de madres. Pero aún más regresivo fue el proyecto unipersonal del diputado laborista Miguel Petruzzi, que no solo proponía la no obligatoriedad del voto femenino, sino también la calificación del mismo para mujeres que acreditaran haber finalizado la escuela primaria.  El diario La Nación también expresó su postura a favor del voto femenino facultativo, en una editorial publicada al día siguiente de la sanción de la ley sosteniendo que "la obligatoriedad no contempla las condiciones de la realidad argentina".
La preocupación del principal bloque opositor, correspondiente a la Unión Cívica Radical, conocido como Bloque de los 44 y presidido por Ricardo Balbín, era evitar que el voto femenino se aplicara en las elecciones legislativas de 1948, cuestión que fue salvada con el compromiso del ministro del Interior Ángel Borlenghi de no aplicar la ley hasta que el padrón femenino estuviera correctamente confeccionado.
El tratamiento del proyecto se demoró por desinterés de algunos diputados, tanto peronistas como antiperonistas, hasta el punto de amenazar con su frustración, ya que si antes del 1 de octubre de 1947 no resultaba aprobado, el mismo perdería estado parlamentario debido a la Ley Olmedo de 1890, que establecía la caducidad de un proyecto con media sanción, si no era tratado por la otra cámara antes de la finalización del siguiente período de sesiones.
El 3 de septiembre los diputados fueron convocados para tratar los proyectos "sobre tablas". Eva Perón por su parte, que venía organizando centros cívicos femeninos peronistas, convocó a una marcha de mujeres frente al Congreso para reclamar la sanción de la ley, que resultó multitudinaria. Sin embargo la sesión fracasó por no reunir el cuórum necesario.
Finalmente el proyecto pudo ser tratado en el recinto el 9 de septiembre de 1947, apenas tres semanas antes de su caducidad, resultando aprobado ese mismo día, en medio de acusaciones cruzadas entre peronistas y antiperonistas, con la presencia de Eva Perón en uno de los palcos.
A continuación la declaración en cadena nacional del discurso oficial de Eva Perón, una vez que se aprobó la ley del sufragio femenino:

Mujeres de mi Patria, recibo en este instante, de manos del Gobierno de la Nación, la ley que consagra nuestros derechos cívicos. Y la recibo ante vosotras, con la certeza de que lo hago en nombre y representación de todas las mujeres argentinas, sintiendo jubilosamente que me tiemblan las manos al contacto del laurel que proclama la victoria. Aquí está, hermanas mías, resumida en la letra apretada de pocos artículos, una historia larga de luchas tropiezos y esperanzas. Por eso hay en ella crispaciones de indignación, sombras de ocasos amenazadores, pero también alegre despertar de auroras triunfales. Y esto último que traduce la victoria de la mujer sobre las incomprensiones, las negaciones y los intereses creados de las castas repudiadas por nuestro despertar nacional. Y un líder que el destino moldeó para enfrentar victoriosamente los problemas de la época, el General Perón. Con él y con el voto contribuiremos a la perfección de la democracia Argentina, mis queridas compañeras.
Eva Perón

## Texto
El texto de la ley es breve y está integrado por siete artículos. El primer artículo establece la igualdad de derechos políticos entre mujeres y varones de nacionalidad argentina. El segundo artículo establece la misma regla de igualdad para mujeres y varones de nacionalidad extranjera. El tercer artículo dispone que la Ley Electoral debe ser la misma para mujeres y varones, estableciendo la obligación del Estado de entregarle a las mujeres una "libreta cívica" que obre como documento de identidad. El artículo cuarto estableció un plazo de 18 meses, prorrogable por otros seis meses, para que el Poder Ejecutivo Nacional procediera a empadronar a las mujeres e imprimir el padrón. El artículo quinto aclara que las mujeres no adquirían la obligación de cumplir con el servicio militar (Ley 11.386) y estableció las sanciones para los casos de incumplimiento del enrolamiento femenino. Los artículos sexto y séptimo son de forma, referidos a los gastos y publicación de la ley.

## Consecuencias

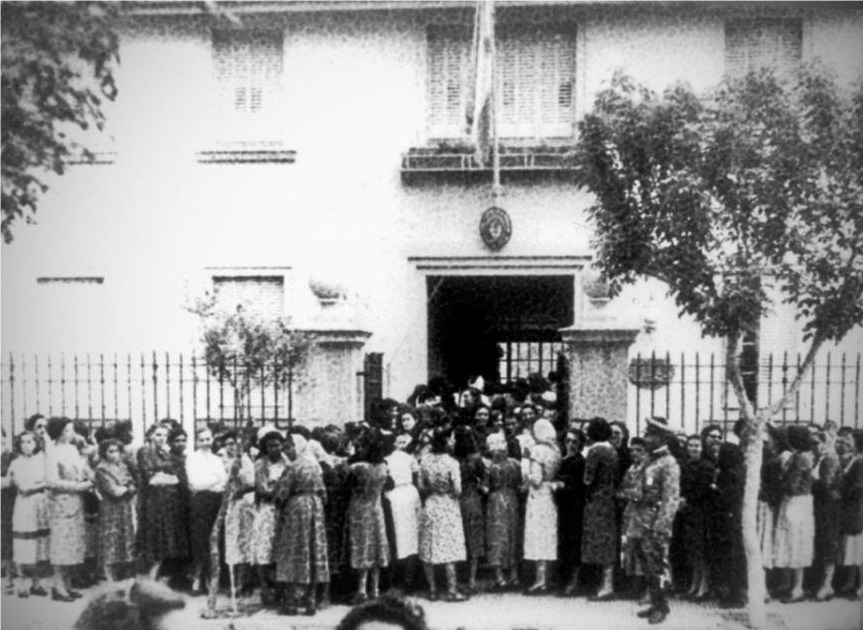
Mujeres votando por primera vez en 1951, en Santa Rosa, capital de la recién creada provincia Eva Perón, cuyos habitantes nunca habían tenido derechos políticos.

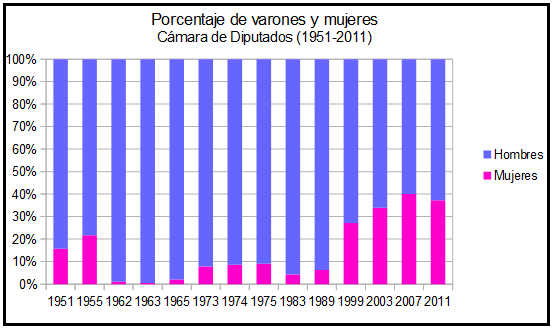
Porcentaje de mujeres diputadas (1951-2011).

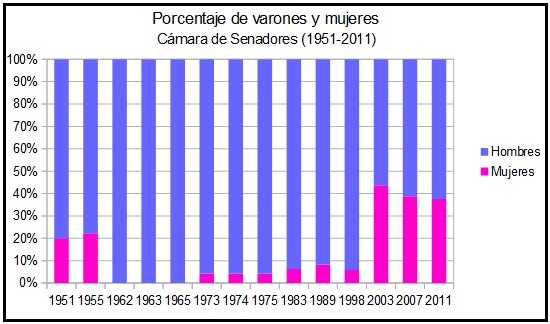
Porcentaje de mujeres senadoras (1951-2011).

### Creación del Registro Nacional de las Personas
Para aplicar la Ley 13.010, el Estado argentino debió crear un nuevo sistema de registro y documentación de la identidad de las personas, a fin de elaborar los padrones electorales. Hasta ese momento se utilizaba la Libreta de Enrolamiento (LE), un documento de identidad que solo poseían los varones nativos o nacionalizados, que había sido creado en 1911 para implementar la Ley Sáenz Peña de voto secreto y obligatorio para varones, utilizando los registros militares de enrolamiento en el servicio militar obligatorio, que había sido establecido en 1904 solo para varones. Las mujeres por lo tanto carecían de documento de identidad.
Un año después de sancionada la Ley del Voto Femenino, el Congreso de la Nación sancionó la Ley Nº 13.482 -aún vigente en la actualidad- creando el Registro Nacional de las Personas (ReNaPer) y un documento de identidad especial para las mujeres denominado "Libreta Cívica" (LC), debido a que acreditaba la reciente condición de ciudadanas conquistada por las mujeres, equivalente a la Libreta de Enrolamiento de los varones.
Uno de los problemas más difíciles de sortear para conseguir el documento era la obtención de las partidas que acreditaran la fecha de nacimiento, ya que muchas mujeres no habían sido inscriptas en su momento o no sabían dónde lo estaban. Para sortearlo, el gobierno recurrió a la ayuda de las Iglesia católica que brindó información fundamental obtenida en los registros de bautismo que permitieron expedir ágilmente certificados de nacimiento.
Pese a las facilidades brindadas por distintas leyes y numerosas moratorias hacia 1950 todavía había una proporción muy grande de mujeres sin su libreta cívica por eso algunas unidades básicas del Partido Peronista Femenino, como se observa en el docudrama, ayudaron en las tareas como sedes dependientes de la Dirección General de Empadronamiento Femenino.
Meses más tarde, a partir del 24 de enero de 1951, se hizo cargo el Registro Nacional de las Personas que poca injerencia tuvo en esta etapa ya que la fecha definitiva de cierre fue el 31 de julio de 1951, tres años después de su inicio formal y casi cuatro años después de la ley de sufragio femenino.

### Las mujeres en los partidos políticos
Las mujeres peronistas se organizaron autónomamente creando el Partido Peronista Femenino, que tenía derecho a un tercio de las bancas en cada elección. En las elecciones de 1951 el PPF logró la elección de 23 diputadas nacionales y 6 senadoras nacionales, la totalidad de las mujeres que ocuparon por primera vez una banca legislativa en Argentina.
La Unión Cívica Radical modificó en 1948 sus estatutos para permitir que las mujeres pudieran afiliarse al partido. En 1951 no presentó candidatas a diputadas o senadoras.
El Partido Socialista principalmente, y el Partido Comunista en menor medida, tenían desde varios años atrás estructuras femeninas internas, con importantes dirigentes femeninas, como la histórica dirigente socialista Alicia Moreau de Justo.

### Elecciones de 1951
La Ley 13.010 tuvo un primer alto impacto político cuando en agosto de 1951 la Confederación General del Trabajo propuso la candidatura a vicepresidenta de la Nación de Eva Perón. En esa época se trataba de un acto extremadamente revulsivo, que se acentuaba por el hecho del apoyo sindical y el duro enfrentamiento que mantenían Evita y las clases altas de Argentina. La presión de los factores de poder y el cáncer terminal que ya la aquejaba, llevaron a que finalmente renunciara a la candidatura.
Las elecciones de 1951 contaron con un padrón de 8.613.998 personas, cuando las elecciones realizadas seis años antes contaron con un padrón de 3.405.173 ciudadanos, menos de la mitad. Las mujeres asistieron masivamente a votar, con una participación superior al 90%, con un total de 3 816 654 mujeres. El 63,9 % lo hizo por el Partido Justicialista, el 30,8 % por la Unión Cívica Radical. En la Cámara de Diputados resultaron elegidas 23 diputadas (15,4% del total), mientras que 6 senadoras fueron elegidas para ocupar una banca en la cámara alta (20%). En las elecciones legislativas de 1954, la representación femenina en ambas cámaras aumentó, con 34
diputadas (21,7%) y 8 senadoras (22,2 %).

## Reducción de legisladoras luego del golpe de 1955
Luego del golpe de Estado de 1955 que derrocó al gobierno peronista, hubo un notable cambio cultural referido a la actuación política de las mujeres, que produjo una reducción sustancial de legisladoras, llegando a ser nula en la Cámara de Senadores durante las presidencias de Arturo Frondizi (UCRI) y Arturo Illia (UCRP).
Si bien la presencia de mujeres en los órganos legislativos aumentó levemente en los gobiernos constitucionales de Cámpora-Perón-Martínez de Perón (1973-1976) y Alfonsín (1983-1989), la cultura de marginación de las mujeres de los órganos legislativos continuó. Esta situación llevó a que en 1991 se sancionara la Ley de cupo femenino, reemplazada en 2017 por la Ley de Paridad de Género en Ámbitos de Representación Política.